# Palača Banke Italije u Puli
Palača Banke Italije u Puli (tal. Palazzo della Banca d'Italia a Pola) počela se graditi u Puli na samom kraju 1937. godine prema projektu talijanskog arhitekta Vincenza Munarija. Zgrada je primjer talijanskog racionalizma, arhitektonskoga stila koji se razvijao tijekom fašističkoga režima u Italiji zbog čega se kao sinonim često koristi pojam fašističke arhitekture. Po vanjskim elementima vrlo sliči Palači pošte i telegrafa u Grossetu arhitekta Angiola Mazzonija koju je dekorirao arhitektonskim skulpturama Napoleone Martinuzzi. Od svojega nastanka zgrada je imala financijsku funkciju, pa se prema institucijama koje je udomljavala kolokvijalno nazivala i zgradom ZAP-a ili danas zgradom FINA-e.

## Unutarnje poveznice
- talijanski racionalizam